# F. T. Island
F.T. Island (kor. 에프티 아일랜드) (auch: Five Treasure Island oder FTI) ist eine südkoreanische Band der zweiten K-Pop-Generation, bestehend aus fünf Mitgliedern. Der Name F.T. Island steht für Five Treasure Island, indem jedes der fünf Mitglieder einen Schatz darstellt. Ihr erstes Album Cheerful Sensibility war 2007 (nur wenige Monate nach ihrem Debüt) das sechst-bestverkaufte Album in Südkorea. Ihr Debüt-Lied Lovesick war acht Wochen lang hintereinander an der Spitze aller K-Pop-Charts. Ihr erstes Album in Japan war ebenfalls das sechst-bestverkaufte Album in den Oricon-Charts.

## Geschichte

### 2007–2008:Cheerful Sensibilityund Übersee-Promotion
Obwohl die Veröffentlichung von F.T. Islands erstem Album für Mai 2007 geplant war, erschienen die Mitglieder stattdessen bei der „Dugeun Dugeun Yeochinmandeulgi“ (두근두근 여친만들기) Show des koreanischen Fernsehsenders Mnet, um mehr Aufmerksamkeit der Medien auf sich zu ziehen. Der Programmtitel war offiziell von Mnet übersetzt als Wanna Be My Girlfriend?, obwohl 두근두근 sich auf das Geräusch eines Herzschlages bezieht. Die Band trat ebenfalls live auf der Bühne der Rolling Hall auf und hielt ihr erstes offizielles Konzert im Live House Melon-AX, Gwangjang-dong in Seoul am 27. Mai 2007. Am 7. Juni 2007 spielte die Gruppe ihren Debütsong Love Sick auf dem Musik-TV-Programm M!Countdown. Der Song blieb 8 Wochen fortlaufend an der Spitze der koreanischen Charts. F.T. Island erhielten ihren ersten Nummer 1 M!Countdownund schlugen damit sogar andere Spitzenkünstler wie Dynamic Duo und Fly to the Sky nur zwei Wochen nach ihrem Debüt. Sie erhielten mehrere Auszeichnungen für dieses Album.
Ihr erstes Album, Cheerful Sensibility, bestehend aus 13 Liedern, wurde in zwei Teile geteilt : das „emotionale Kapitel“ und das „F.T.-Island-Kapitel“, bezüglich des Genres der Songs. Das „emotionale Kapitel“ bestand aus Rockballaden, produziert von Komponisten, die schon an mehreren Songs für andere berühmte koreanische Sänger gearbeitet haben, wie z. B. SG Wannabe. Das “F.T.-Island-Kapitel” enthielt Upbeat-Songs des Pop- und Rock-Genres und wurde von japanischen Komponisten, die mit der japanischen Band SMAP. arbeiteten, produziert. Das Album wurde 2007 79.786 Mal verkauft und wurde damit das sechstbestverkaufte Album des Jahres. Eine Wiederveröffentlichung des Albums gab es am 3. Dezember 2007 unter dem Namen The Refreshment. Zusätzlich zu den drei Extra-Songs waren verschiedene Extras enthalten: ein Fotobuch, Fotokarten und ein Mix-Programm namens Music 2.0, das einem erlaubte, die Tonlage der Instrumente entsprechend den Vocals (Stimmen) abzustimmen. Im Dezember 2007 wurde diese Edition 25.724 Mal verkauft.
Eine Spezialversion ihres Debütalbums wurde Mitte Februar veröffentlicht. Am 12. April 2008 gaben sie ihr erstes Konzert in Thailand im Royal Paragon Hall Zusätzlich zu den Liedern ihres Albums, hatte jedes Mitglied der Band ein eigenes Solo.
Nach der steigenden Popularität in ganz Asien wurde F.T. Islands japanisches Debütalbum Prologue of FT Island am 7. Juni 2008 veröffentlicht, das ihnen den erfolgreichen Song Soyogi einbrachte. Das Album besteht aus 8 Liedern, von denen 2 neuere Versionen ihrer Originaltitel FT Island und Primadonna sind. Der letzte Titel, Always Be Mine, ist eine englische Version von First Kiss, auch wenn der Liedtext anders als in der koreanischen Version ist.
Außerdem wurden Musikvideos zu Soyogi und Friendship veröffentlicht. Nach ihren Aktivitäten in Japan kehrten F.T. Island nach Korea zurück, um am 27. August 2008 ihr zweites koreanisches Album Colorful Sensibility zu veröffentlichen. Ein darauffolgendes EP, Colorful Sensibility Part 2, wurde am 17. Oktober 2008 veröffentlicht.
Später im Jahr, am 17. Dezember, veröffentlichten F.T. Island The One, ihre erste japanische Commercial Single, welche Nummer 9 in den Oricon Daily Charts wurde. F&C Music gab an, dass, obwohl alle anderen koreanischen Bands die Hilfe von großen japanischen Plattenfirmen brauchten, um an Popularität zu gewinnen, F.T. Island in die Charts kam, ohne große Marketing-Erfolge erzielt zu haben. Des Weiteren wurde die Single insofern bedeutsam, als es die letzte offiziell veröffentlichte CD mit Ex-Mitglied Oh Won-bin war.

### 2009–heute: Neue Besetzung, Untergruppe undCross & Change
Gerüchte kreisten umher, die besagten, dass Bandmitglied Oh Won-bin die Gruppe verlassen wird und am 28. Januar 2009 wurden diese Gerüchte bestätigt. Oh Won-bin wird die Gruppe verlassen und soll durch ein neues Mitglied ausgetauscht werden. Ein Tag darauf wurde verkündet, dass F&C Trainee Song Seung-hyun bei F.T. Island als Gitarrist und Begleitsänger unterstützen wird. Mit dieser neuen Gruppenzusammenstellung veröffentlichte F.T. Island ein Musikvideo mit dem Titel Bad Woman für ihr Mini-Album. Damit warben FTI bei SBS Inkigayo, und zwei Tage später veröffentlichten sie das Mini-Album Jump Up.
Als die Promotionsarbeiten in Korea beendet wurden, kehrten F.T. Island zurück nach Japan, wo sie alsbald ihre zweite japanische Single veröffentlichten. Dies war das erste Mal, dass die Mitglieder selber zu ihrer Musik beitrugen sowie Songtexte schrieben und bei der Produktion mithalfen. Während Mitglied Lee Jae-jin Co-Songwriter des Liedes Moonlight Angel war, half Gruppenleiter Choi Jong-hoon als Co-Produzent. I believe myself wurde zur ersten Single mit der Stimme von Mitglied Song Seung-hyun. Um für ihre Musik zu werben, hielt die Gruppe mehrere Auftritte in Japan während des Sommers 2009.
Ihre Asientour verlief durch Singapur, Japan, Thailand, Taiwan und weitere Länder und dauerte mehrere Wochen. Die Tour startete in Singapur. Eine Stunde lang spielten die fünf Bandmitglieder ihre Hitsongs von ihrem neuesten Album, einschließlich Bad Woman, vor rund 900 Fans aus verschiedenen Ländern.
Im Juli veröffentlichte F&C Music ein Coverbild für das kommende dritte Album der Gruppe Cross & Change. In Verbindung mit den Informationen auf dem Cover entschieden sich F.T. Island in ihrem dritten Album einige neue Musikstyles auszuprobieren, was Balladen und einige Popsongs beinhaltete. Die Gruppe unterzog sich sogar einem Imagewechsel und nahmen einen Retro-Stil an, den so genannten „Bokgo“, der von der „jeans jeans look“-Zeit während der 80er Jahre inspiriert wurde. Um für ihr drittes Album zu werben, veröffentlichten sie dieses Mal einen Online-Musikvideo-Teaser (Ausschnitt) mit Kindern, die ihren Idolen (von den Bandmitgliedern selbst gespielt) im Fernsehen zuschauten. Die Leitsingle I Hope wurde am 16. Juli veröffentlicht. Nachdem die Aktivitäten in Südkorea endeten, flogen F.T. Island zurück nach Japan und veröffentlichten dort ihre dritte japanische Single Raining am 21. Oktober 2009. Choi Jong-hun spielte in dem Titelsong sogar Piano, anstatt wie üblich Gitarre.
Nach mehreren japanischen Promotiontätigkeiten wurden Bandmitglieder Choi Jong-hun, Choi Min-hwan und Lee Jae-jin in eine Untergruppe namens F.T. Triple besetzt. Der Grund dafür war, dass die Untergruppe ein wenig von der Gesangszeit bei einem Konzert einnahmen, damit Frontsänger Lee Hong-ki seine Stimme nicht überanstrengen muss. Im Dezember 2008, hatte Frontsänger Lee Hong-ki Probleme mit seinem Hals bekommen, aufgrund von Erschöpfung, welches zu enttäuschenden Aufführungen führte. Ein anderer Grund war Hong-kis voller Terminplan mit Dreharbeiten seines Dramas You're Beautiful, sowie Song Seung-hyuns voller Terminplan. Dennoch, anstatt dass Jae-jin Gesang und Bass übernahm und Jong-hun an der Gitarre war, übernahm Jae-jin Gesang und Bass mit Jong-hun der Piano spielte. Min-hwan spielte weiterhin Schlagzeug. Obwohl das Trio beim Dream Concert in Japan inoffiziell als „A3“ verkündet wurden (das „A“ repräsentierte den Bluttyp aller drei Bandmitglieder), wollten sie den F.T. Namen behalten und ergänzten am Ende „Triple“, was das Trio repräsentierte. F.T. Triples erste Single Love Letter wurde zusammen mit F.T. Islands 2-CD-Repackaged-Album Double Date veröffentlicht, als Teil der zweiten CD Two Date, die alle F.T.-Triple-Lieder enthielt. Am 14. November 2009 starteten F.T. Island ihre National Tour in Seoul mit dem Namen Men's Stories. Sie gaben viele Konzerte, Schwerpunkt dabei war Südostasien wie beispielsweise Singapur, Bangkok, Hongkong, Taiwan, Shanghai und am 6. März 2010 in Manila Philippinen im PICC Center.
Nachdem F.T. Island ihre 1000 Tage F.T. Island Feier hatten, was zufällig auch am gleichen Tag wie Lee Hong-kis Geburtstag war, sind sie nach Japan geflogen und sind dort bis Ende August geblieben, um dort ihr großes Debüt in Zusammenarbeit mit der japanischen Plattenfirma Warner Music Japan und ihrer offiziellen Plattenfirma F&C Music vorzubereiten. Aufgrund ihrer stark ansteigenden Popularität, bot Warner Music der Gruppe eine größere Promotion auf dem japanischen Markt. Am 19. Mai 2010 wird F.T. Island ihre neueste Single Flower Rock unter Warner Music veröffentlichen. Um eine größere Promotion zu erzielen, brachte Warner Music die Gruppe dazu, fünf weitere Monate für Promo-Aktivitäten wie z. B. Fan-Meetings, Magazine, Interviews, Kurzkonzerte etc. zu bleiben.
Nachdem sie ihre Single promotet haben, wollen F.T. Island sich auf ihr Comeback-Album in Korea konzentrieren, welches im September 2010 erscheinen soll. Man glaubt, dass ihr sechstes Album eine „Bombe“ wird, da es eine Zusammenarbeit zwischen F&C und Warner Music sein wird.
Sie haben ebenfalls eine neue japanische Show, welche seit dem 7. April gesendet wird.
Am 14. März 2019 gibt FNC Entertainment bekannt, dass sich Leader Choi Jung-hun aus dem Entertainment-Business zurückzieht und die Gruppe verlässt. Es wurde bekannt, dass er und diverse andere Celebrities in einen Prostitutionsskandal involviert sind.

## Weitere Projekte der Band / Bandmitglieder

### 2002–2005
Mitglied Lee Hong-ki debütierte vor 6 Jahren in einer Sitcom für Kinder von KBS2 namens Magic Kid Masuri als Masuris Freund. Diese Sitcom war besonders bei Grundschülern populär. Außerdem nahm er beim Neh Sontob Kkeuteh Bichi Nama Issuh teil, wie auch in Kangsooni, wo er die Rolle des Kang Soo-bong übernahm. Des Weiteren sang er das Titellied dieser Kindersitcom.

### 2007–2008
Mitglied Lee Jae-jin war ein Teilnehmer von KBS-Sitcom Unstoppable Marriage, während die anderen Mitglieder einen Gastauftritt hatten. In der Sitcom spielte Jae-jin die Rolle des Wang Sa-baek (Sim Mal-yeons vierter Sohn) und erschien somit regelmäßig in der Show.
F.T. Island moderierte auch die zweite MBC Every1s Idol Show, mit insgesamt 7 Episoden. Lee Hong-ki erschien in mehreren Shows, wie z. B. Becoming a Good Daddy (SBS) (2008–2009), Monwonaehangbok (Happy Shares Company)(2007) (MBC), und Family Outing (SBS). Darüber hinaus war er dafür bestimmt, in dem Drama 'God of Study' im Dezember 2008 mitzuspielen. Dennoch, aufgrund bestimmter Angelegenheiten, wurde die Serie bis auf Weiteres zurückgestellt. Später wurde bekannt gegeben, dass God of Study am 4. Januar 2010 gesendet werden soll, ohne Hong-ki als Teil der Besetzung.

### 2009–heute
Lee Hong-ki moderierte SBSs Musik Show Inkigayo und erhielt die Rolle des Lysander auf der Musical Summer Stage.
Choi Min-hwan bekam ebenfalls eine Rolle, jedoch in dem Drama The Road Home, während das neueste Mitglied Song Seung-hyun bei der Maknae Rebellion Show mitmachte.
Am 11. März 2009 wurde bekanntgegeben, dass Lee Jae-jin im Musical Sonagi teilnehmen wird. Er werde eine Rolle als kleinen Jungen bekommen. Er wurde als Besetzung ausgesucht, weil er „eine große Leidenschaft für das Stück aufzeigte, das Image eines aufrichtigen Jungen und die Qualifikationen aufwies, um als Musical Schauspieler in Betracht gezogen zu werden“. Damit folgte er den Fußstapfen von Big Bangs Seungri, der ebenfalls schon im Sommer 2008 an einem Musical teilnahm. Sein erster Auftritt in Sonagi war in der Show vom 1. Mai, in Begleitung der Presse, die davor für Furore sorgte. Alle außer Hong-ki, der an diesem Tag einen vollen Arbeitsplan hatte, hatten es alle Mitglieder der Band geschafft das Musical zu besuchen.
Am 29. Juni, spielte Choi Jong-hun mit Core Contents Medias Solistin Hong Jin-young als einer der Hauptcharaktere in ihrem Musikvideo Love Battery mit.
Im Juli 2009 veröffentlichten F.T. Island ihr neues Album unter dem Titel Cross & Changes. Der Hauptsong Barae (I hope) wurde 400.000 Mal innerhalb einer Woche verkauft. Nach ihrem erfolgreichen Album veröffentlichten sie eine weitere japanische Single mit dem Titel So long, Au revoir, welches auf Platz 6 der Oricon-Charts landete, als bestverkauftes Album aller Zeiten.
Im September 2009, wurde Lee Hong-ki auserwählt einer der Hauptrollen in dem populären Drama You're Beautiful zu spielen.
F.T. Island hielten ihre Tour Asian Concert bis Ende März 2010. Momentan bereiten sie sich auf ein großes Debüt in Japan vor. Ihre Single Flower Rock sollte am 19. Mai 2010 erscheinen, jedoch wurde das offizielle MV schon am 29. April 2010 veröffentlicht.

## Mitglieder

### Aktuell

#### Lee Hong-gi
| Koreanischer Name    | 이홍기 |
| Geburtsdatum         | 2. März 1990 |
| Position in der Band | Frontsänger |
| Soloprojekte         | - Einer der Hauptrollen (Jeremy) im Drama You’re Beautiful (SBS, 2009) - Hauptdarsteller (Lysander) in der koreanischen Version des Musicals A Midsummer Night’s Dream (Ein Mittsommernachtstraum) (2009) - Einer der Moderator in Music Inkigayo (SBS, 2009) - Style (SBS, 2009) cameo in Ep.6 - Mnet Scandal (2009) - Einer der Väter in Good Daddy Variety Show (SBS, 2008) - On Air (SBS, 2008) Cameo - Unstoppable Marriage (KBS2, 2008) cameo in Ep.62 - Happy Shares Company Manwon Haengbok (SBS, 2008) - Hauptrolle in Kkangsooni (EBS, 2005) - Einer der Hauptdarsteller im Film Winter Child (2005) - Neh Sontob Kkeuteh Bichi Nama Issuh (EBS, 2004) - Schauspieldebüt im Jahre 2002 mit KBS2 Magic Kid Masuri (매직키드 마수리) als Masuri’s Freund - Einer der Hauptdarsteller (Choi Kang Joo) in dem Drama „Bride of the Century“ (2014) - Einer der Hauptrollen (P.K / Jeo Pal-gye) in der Serie „A Korean Odyssey“ |

#### Lee Jae-jin
| Koreanischer Name    | 이재진 |
| Geburtsdatum         | 17. Dezember 1991 |
| Position in der Band | Sänger, Rapper, Bassist (Gitarre und Gesang in F.T. Triple) |
| Soloprojekte         | - Schauspieldebüt im Jahre 2007 KBS2 in der täglichen Sitcom Unstoppable Marriage als Wang Sa-baek (왕사백). - Musical-Schauspieldebüt 2009 in Sonagi, Modeling. - Style (SBS, 2009) Gastauftritt in Episode 6. - High School Musical (2013) als Troy Bolton |

#### Song Seung-hyun
| Koreanischer Name    | 송승현 |
| Geburtsdatum         | 21. August 1992 |
| Position in der Band | Sänger, Hauptrapper, Gitarre - Spielte eine Rolle bei Seoul Broadcasting System (SBS) Idol Maknae Rebellion - Spielte mit in Style Wave zusammen mit Choi Jong-hun - Musical ‘Jack the Ripper’ (2012) als Daniel - Musical ’Summer Snow’ (2013) als Jin-ha in Japan - Musical ’The Three Musketeers’ (2013) in Japan |

#### Choi Min-hwan
| Koreanischer Name    | 최민환 |
| Geburtsdatum         | 11. November 1992 |
| Position in der Band | Schlagzeuger (Sänger, Schlagzeuger von F.T. Triple) |
| Soloprojekte         | - Schauspieldebüt 2009, KBS1 The Road Home. - Style (SBS, 2009) Gastauftritt in Episode 6. - Unstoppable Marriage (KBS2, 2008) Gastauftritt in Episode 62. - On Air (SBS, 2008, Ep. 1) Cameo - Gwanghwamun Sonata (2012–2013) als Ji-yong - Goong (Princess Hours) (2013) als Lee Shin |

### Ehemalige Bandmitglieder
Oh Won-bin
Choi Jong-hun

## Diskografie
Veröffentlichungen Südkorea
Studioalben
- Cheerful Sensibility (2007)
- Colorful Sensibility (2008)
- Cross & Change vol.3 (2009)
- Five Treasure Box (2012)
- I Will (2015)
- Where’s the Truth? (2016)

EPs
- Jump Up (2009)
- Beautiful Journey (2010)
- Return (2011)
- Grown-Up (2012)
- The Mood (2013)

Special EPs
- Memory in FT Island (2011)
- Thanks To (2013)
- Japan Best Album – All About (2014)

Veröffentlichungen Japan
Studioalben
- So Long, Au Revoir (2009)

EPs
- Prologue of F.T. Island: Soyogi (2008)
- Flower Rock (2010)
- Brand New Days (2010)
- So Today (2010)
- Satisfaction (2011)
- Let It Go (2011)

Single
- The One (2008)
- I Believe Myself (2009)
- Raining (2009)

Warner Music Japan Records
Studioalben
- Five Treasure Island (2011)
- 20 [Twenty] (2012)
- Rated-FT (2013)
- New Page (2014)

Single
- Flower Rock (2010)
- Brand New Days (2010)
- So Today ... (2011)
- Satisfaction (2011)
- Let It Go (2011)
- Distance (2011)
- Neverland (2012)
- Top Secret (2012)
- Polar Star (2012)
- You Are My Life (2013)
- Theory of Happiness (2013)
- Beautiful (2014)
- Mitaiken Future (2014)
- To the Light (2014)